# Mark Begich
Mark Peter Begich (Anchorage (Alaska), 30 maart 1962) is een Amerikaans politicus van de Democratische Partij. Hij was senator voor Alaska van 2009 tot 2015.
Begich is de zoon van voormalig Afgevaardigde Nick Begich, die in 1972 verdween tijdens een vliegtocht boven Alaska samen met Hale Blogg, de toenmalige meerderheidsleider in het Huis van Afgevaardigden. Hij zelf studeerde aan de University of Alaska Anchorage, maar maakte zijn opleiding niet af. Daardoor was hij tijdens zijn zittingstermijn de enige senator zonder opleidingsdiploma. Samen met zijn echtgenote Deborah Bonito, met wie hij in 1990 trouwde, heeft hij één zoon.

## Politieke carrière
De senator begon zijn carrière in 1988 in de gemeenteraad van Anchorage. In 1994 deed hij een mislukte poging om gekozen te worden als burgemeester van het stadje, maar een tweede poging in 2003 slaagde wel.
Bij de senaatsverkiezingen in 2008 besloot Begich zich kandidaat te stellen tegenover zittend Republikeins senator Ted Stevens. Op dat moment was deze het langstzittend lid van de Senaat. De Democraat won de verkiezingen met slechts een procent verschil en was daarmee de eerste Democraat sinds 1980 die namens Alaska in het Amerikaans congres werd gekozen. Begich werd op zijn beurt in 2014 verslagen door Dan Sullivan, een voormalig minister van Justitie van de staat Alaska.
- International Standard Name Identifier: 0000 0004 1036 7447
- Library of Congress Control Number: no2010195764
- Biographical Directory of the United States Congress: B001265
- Virtual International Authority File: 160707171
- WorldCat: E39PBJpdTDmRRqbcbfdjYhVpyd